# Karl Scheibler

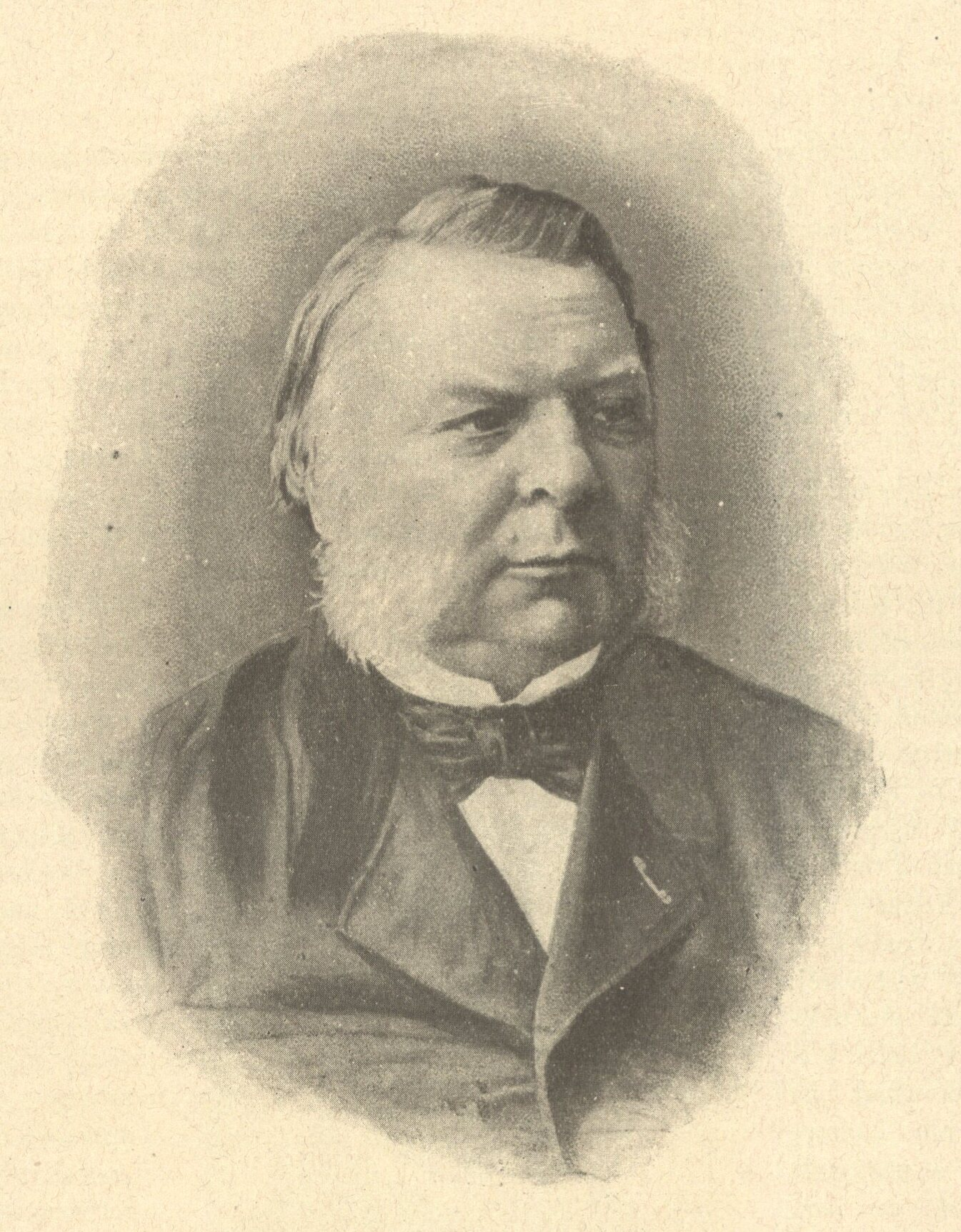
Karl Scheibler

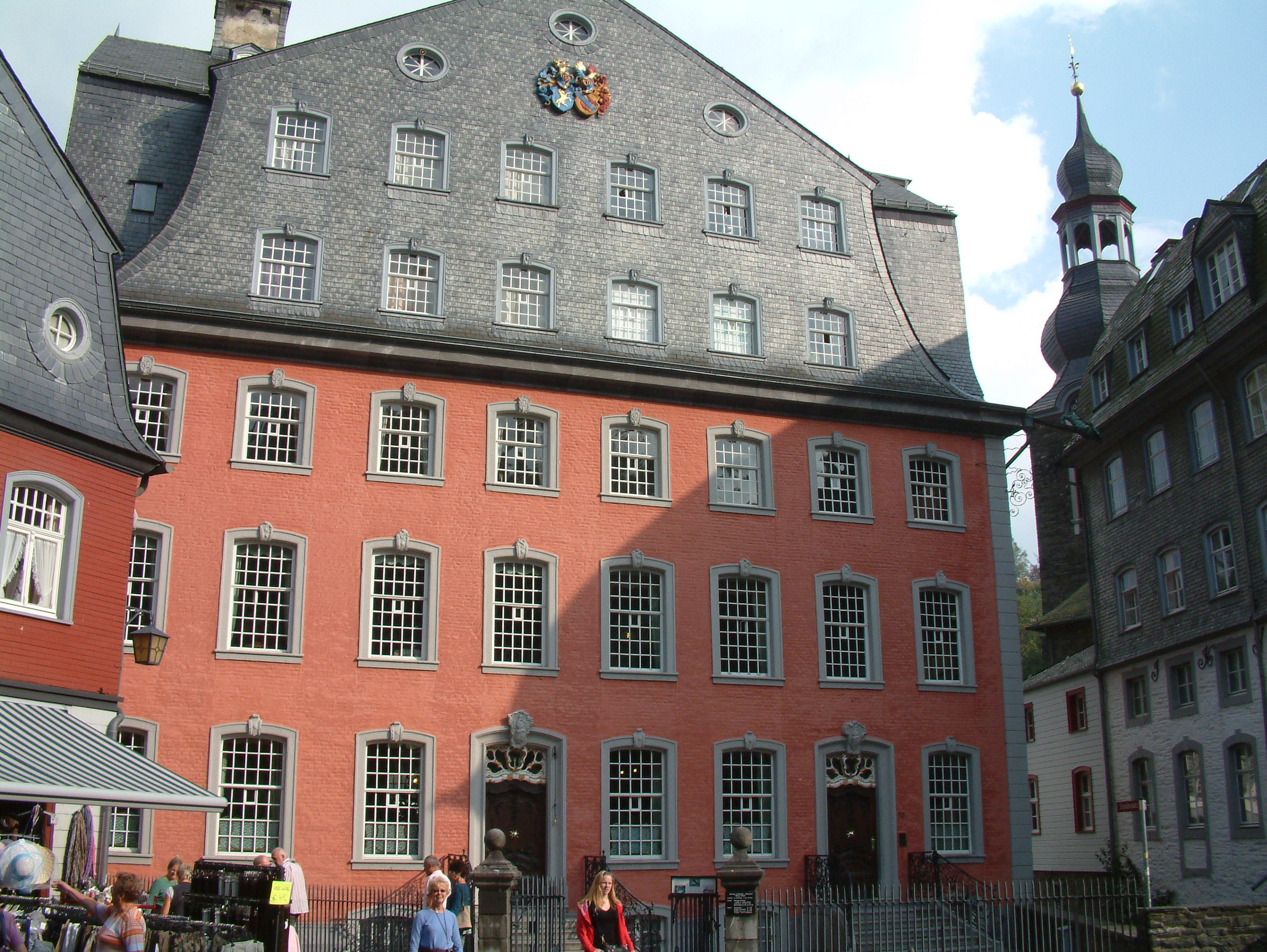
Het "Rode Huis" van Monschau, de ouderlijke woning van de familie Scheibler

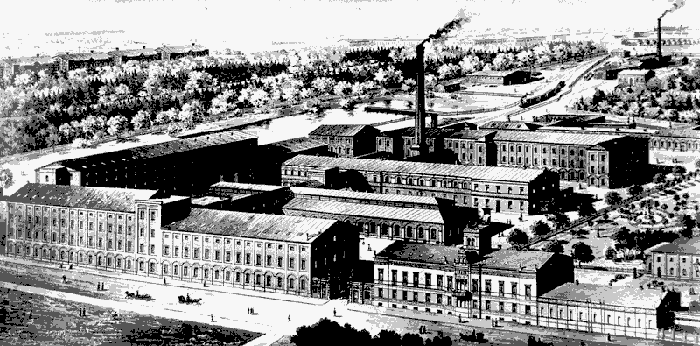
Scheiblers fabriek in Łódź

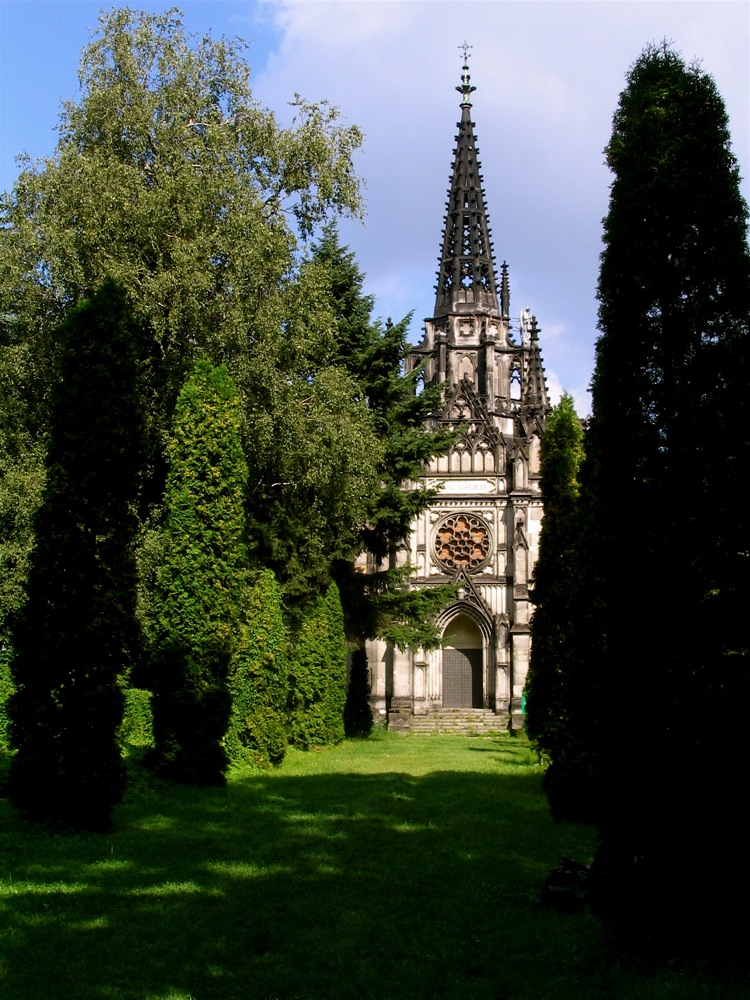
Kapel van Karl Scheibler op de Protestantse Begraafplaats in Łódź

Karl Wilhelm Scheibler (Pools: Karol Scheibler) (Monschau, 1820 - Łódź, 1881) was een in Pruisen geboren Poolse industrialist, zakenman en textielmagnaat. Hij wordt, samen met Izrael Poznański en Ludwik Geyer, beschouwd als een van de "katoenkoningen van Łódź".

## Biografie
Scheibler werd geboren in Montjoie (vandaag Monschau) in de Pruisische provincie Gulik-Kleef-Berg in een familie van textielfabrikanten. Hij liep school in Monschau en Krefeld en verwierf kennis van het vak in de fabriek van zijn oom in Verviers (België). In 1839 werkte hij voor de Société anonyme John Cockerill, een goed bekende machinebouwer in die tijd.
Door de rellen in 1848 besliste Scheibler om Duitsland te verlaten en hij verhuisde naar Ozorków in Congres-Polen, waar zijn oom, Friedrich Schlösser, sinds 1816 een textielfabriek uitbaat. Na Schlössers dood werd Karl Scheibler de commerciële directeur van het bedrijf. Scheibler trouwde met Anna Werner, een nicht van Schlösser, op 16 september 1854. In 1852 kochten Scheibler en zijn handelspartner Julius Schwartz een kavel in Łódź en begonnen er een machinefabriek te bouwen. In oktober 1854 verkocht Schwartz zijn aandelen in het bedrijf aan Scheibler voor 10.000 roebel, wat ervoor zorgde dat Scheibler de enige eigenaar van het bedrijf werd.
In 1855 richtte Scheibler een spinnerij op. In 1857 stelde hij 180 arbeiders te werk en genereerde een omzet van 305.100 roebel in 1860. Scheibler maakte veel winst nadat de katoenprijzen in Europa stegen door de Amerikaanse Burgeroorlog en hij daardoor zijn producten aan een drievuldige prijs kon verkopen. In 1870 werkten er 1.911 arbeiders in zijn fabriek, wat het de derde grootste (9.3 procent) kantoeproducent van Polen maakte.
Scheiblers fabriek bleef gouden zaken doen en hij kocht verscheidene kleinere spinnerijen in de districten Źarki en Księży Młyn. Nadat een brand de fabriek in Księży Młyn beschadigde in 1874, besloot Scheibler het te herbouwen met 88.000 spintollen en zijn eigen "Koningrijk" in Księży Młyn met woningen voor 321 gezinnen, een brandweerkazerne, scholen, winkels en zelfs een hospitaal. Scheibler was bekend voor zijn sociaal engagement en hij steunde de oprichting van een gemeentelijke kredietbank, de Commerciële Bank van Łódź (Bank Handlowy), in 1872 alsook de bouw van een lutheraanse en een katholieke kerk in de stad.
In 1880 veranderde Scheibler zijn bedrijf naar een naamloze vennootschap met een kapitaal van 9 miljoen roebel.
Scheibler stierf op 13 april 1881 in Łódź en werd begraven op de Protestantse Begraafplaats van Łódź in een mausoleum die ontworpen werd door Joseph Dziekonski en Edward Lilop, twee architecten uit Warschau.

## Culturele associaties
Andrzej Wajda's film Het land van de grote belofte werd gefilmd in Scheiblers Paleis, dat vandaag de locatie is van het Cinematografisch Museum van de Staatshogeschool voor Film, Televisie en Theater in Łódź.